# Izolda Barudžija
Izolda Barudzija is een Joegoslavische zangeres.
Ze vertegenwoordigde Joegoslavië op het Eurovisiesongfestival 1982 in de groep Aska met het nummer Halo Halo, ze werden 14de.
In 1983 stond ze samen met haar zuster Eleonora in het achtergrondkoortje van Danijel Popović die 4de werd.
Nog een jaar later stond ze aan de zijde van Vlado met het lied Ciao Amore en werd daar voorlaatste mee.
Als de Barudzija Sisters nam ze in 1992 deel aan de laatste Jugovizija (preselectie songfestival) maar werd slechts 11de.
1961: Ljiljana Petrović · 
1962: Lola Novaković · 
1963: Vice Vukov · 
1964: Sabahudin Kurt · 
1965: Vice Vukov · 
1966: Berta Ambrož · 
1967: Lado Leskovar · 
1968: Luciano Kapurso & Hamo Hajdarhodžić · 
1969: Ivan & 3M · 
1970: Eva Sršen · 
1971: Krunoslav Slabinac · 
1972: Tereza · 
1973: Zdravko Čolić · 
1974: Korni · 
1975: Pepel in Kri · 
1976: Ambasadori · 
1981: Seid Memić-Vajta · 
1982: Aska · 
1983: Danijel Popović · 
1984: Vlado & Izolda · 
1986: Doris Dragović · 
1987: Novi Fosili · 
1988: Srebrna Krila · 
1989: Riva · 
1990: Tajči · 
1991: Bebi Dol · 
1992: Extra Nena
- MusicBrainz: 21a3af54-0069-4bc8-9d7c-e4c73ad5fefb
- Virtual International Authority File: 224147118220626341266